# Mellansjön (Norra Finnskoga socken, Värmland)
Mellansjön är en sjö i Torsby kommun i Värmland och ingår i Göta älvs huvudavrinningsområde. Sjön är 24,7 meter djup, har en yta på 0,342 kvadratkilometer och befinner sig 580,6 meter över havet. Sjön avvattnas av vattendraget Örån.

## Delavrinningsområde
Mellansjön ingår i det delavrinningsområde (674996-132935) som SMHI kallar för Mynnar i Göta älvs vattendragsyta. Medelhöjden är 494 meter över havet och ytan är 26,5 kvadratkilometer. Det finns inga avrinningsområden uppströms utan avrinningsområdet är högsta punkten. Örån som avvattnar avrinningsområdet har biflödesordning 2, vilket innebär att vattnet flödar genom totalt 2 vattendrag innan det når havet efter 471 kilometer. Avrinningsområdet består mestadels av skog (83 procent). Avrinningsområdet har 0,81 kvadratkilometer vattenytor vilket ger det en sjöprocent på 3,1 procent.